# Гецен, Болеслав Юлианович
Болеслав Юлианович Гецен (род. в Варшаве, место и дата смерти неизвестны) — инженер, автор проектов электростанций в Перми, Вятке, Красноярске.

## Инженер фирмы «Унион»
В начале XX века Гецен — инженер фирмы «Унион», располагавшейся в Санкт-Петербурге и специализировавшейся на строительстве трамвайных путей, телеграфных линий, электростанций, на поставках электрооборудования, в том числе для русского флота.
В конце XIX века в Перми было решено построить городскую электростанцию. Был объявлен конкурс, на который прислали проекты 12 различных фирм России. Пермская городская дума не смогла самостоятельно принять решение и направила все проекты на рецензию А. С. Попову. В сентябре 1900 года Попов представил «Записку к проектам электрического освещения в Перми» с разбором и сопоставлением предложений фирм и сравнением систем тока. При этом он указал на целый ряд фирм вполне солидных и надёжных, которым могло быть передано оборудование станции и сети.
Из всех предложенных проектов Пермская городская управа остановилась на предложении Санкт-Петербургской фирмы «Унион». Для детального разъяснения проектов и сметы в Петербург выехал городской голова И. Н. Суслин. В обществе «Унион» к нему был прикомандирован инженер-электрик Б. Ю. Гецен, составлявший эти проекты. При обсуждении проектов и способов их осуществления Гецен подал городскому голове мысль, что устройство станции и сети целесообразнее было бы исполнить «не подрядным, а хозяйственным способом под руководством компетентного лица». Преимущества этого способа заключались и в более выгодном ведении дела, и главное, в непосредственном наблюдении со стороны города за производством всех работ, что при подрядах не всегда достижимо, в особенности при известной щепетильности представителей крупных фирм.
Убедившись в справедливости доводов Гецена, Суслин предложил ему взять на себя обязанности строителя городской электростанции, а по окончании строительства остаться в должности городского электротехника, на что получил согласие.

## В Перми
В мае 1901 года Гецен приехал в Пермь и в начале июня представил смету на строительство электростанции и расчётов на её эксплуатацию на заседании городской думы. Под его руководством строительство шло быстрыми темпами. Здание электростанции строилось по проекту пермского архитектора В. В. Попатенко. В конце января 1902 года состоялись испытания электростанции, а 1 февраля станция была пущена в строй.
В 1902 году Гецену предложили составить проект для Вятской городской электростанции. Городской голова Вятки Я. И. Поскрёбышев затребовал от инженера предварительную смету на устройство электростанции. Избранная вятской думой комиссия посетила Пермь. После осмотра станции тут же был решены вопросы о том, чтобы поручить Гецену составление подробного проекта, и о передаче ему технического надзора за сооружением станции. В марте 1903 года хозяйственный способ ведения стройки был одобрен думой. Станция в Вятке была готова уже к 15 ноября 1903 года.
В июне 1906 года, в связи со строительством городского водопровода из реки Светлой и пожарного из Камы, городская управа предложила Б. Ю. Гецену возглавить и водопровод. На этом же заседании были утверждены правила для устройства водопроводных ответвлений, установлена плата за отпущенную воду — 20 коп за каждые 100 вёдер. Хозяйство у Гецена было весьма обширным: водоразборное здание от земского водопровода до Сенной площади, водопровод из Камы с двумя водоразборными баками и будкой на ул. Набережной, водопровод из Светлой с резервуаром для хранения воды, водонапорной башней и сетью протяжённостью 25,8 км, электростанция с уличной сетью проводов для освещения, пожарный водопровод из Камы, а также несколько колодцев и баков для хранения воды на случай пожаров в разных концах города.
Уже по результатам 1907 года с водопровода было получено прибыли 1653 рублей 13 копеек, но эта сумма не могла считаться чистым доходом, так как не учитывались проценты по уплате займа на его строительство. Однако, как отмечалось в отчёте городской управы, результат первого года эксплуатации водопровода нельзя не признать благоприятным. Другое предприятие, подчинённое Гецену, электростанция, также стало прибыльным уже на второй год своей работы. Эти факты в немалой степени характеризуют его деятельность как специалиста и организатора.
Гецен активно участвовал в общественной жизни Перми. В июне 1905 года здесь открылось Пермское отделение Императорского Русского Технического общества (ИРТО). Первое учредительное собрание состоялось 15 июня. Одним из учредителей и бессменным секретарём отделения стал Гецен. Члены Пермского отделения ИРТО собирали техническую библиотеку, организовали справочное техническое бюро, занимались созданием в Перми испытательной станции для материалов и технической лаборатории для проверки технических приборов (в том числе электрических счётчиков, водомеров), активно участвовали в научно-просветительской деятельности: читали лекции по техническим вопросам, занимались созданием научно-технического музея. Гецен проводил экскурсии по вверенной ему электростанции, читал публичные лекции: «Механические способы считания» (1906), «О постройке и эксплуатации городских центральных электростанций хозяйственным способом» (1906), «Сравнительная стоимость освещения разного рода источниками» (1907), «Электрические источники света» (1908 год). Большинство его лекций было опубликовано в «Записках Пермского отделения Императорского Русского Технического общества», в редакционный комитет которых также входил Гецен с 1907 по 1911 год.
В сентябре 1902 года в Перми было организовано общество любителей фотографии, разработан устав. Гецен — непременный член этого общества и его правления. Члены общества собрали большую библиотеку по фотоделу. Занятия фотографией обходились дорого, аппаратура была громоздкая. Но людей привлекало это новое искусство. Члены общества читали лекции в научно-промышленном музее, в учебных заведениях. В марте 1907 года были открыты курсы графической грамоты для взрослых рабочих Перми и Мотовилихи. В Перми они помещались в Екатерино-Петровском городском училище, в Мотовилихе — в Министерском 2-х классном училище. Пермские курсы инспектировал Гецен. На курсах преподавались арифметика, рисование, черчение. Обучались рабочие пермских мастерских и заводов:6. Много внимания Гецен уделял модернизации оборудования вверенных ему предприятий, приходилось «с боем» выбивать средства для совершенствования оборудования электростанции, ремонта и профилактических работ на водопроводе.

## В Красноярске
Устав бороться с пермскими властями по вопросам финансирования городских предприятий, Гецен принял предложение городской думы Екатеринбурга и в феврале 1910 уехал из Перми. В 1911 году имя Гецена встречается среди работников петербургской фирмы «Нептун». В августе того же года городской голова Красноярска П. С. Смирнов предложил инженеру возглавить строительство водопроводно-электрической станции. 23 августа 1911 года Гецен приехал в Красноярск. Он был принят на службу в городскую управу на должность городского инженера.
Проект был разработан инженером К. А. Кругом, преподавателем Императорского Московского Технического училища, но, видимо, без учёта перспективного развития города. Гецен провёл экспертизу проекта, внёс в него существенные изменения и поправки, ускорившие строительство и удешевление объекта. Он предложил значительно увеличить мощность станции с установкой оборудования раза в два больше, предусмотреть место для установки ещё трёх котлов общей мощностью раза в 3—4 больше устанавливаемых и оставить в машинном отделении свободную площадь для установки турбин еще на 2—3 тысячи лошадиных сил с перспективой на несколько ближайших лет. Внёс изменения в сети электроосвещения и водопровода. В августе 1911 года начались земляные работы по сооружению водопроводно-электрической станции. Строительство велось днём и ночью, чтобы успеть до холодов и сильных ветров. В конце февраля 1912 года была пущена электростанция, а 28 декабря 1913 года был торжественно открыт городской водопровод. Первым заведующим водопроводно-электрической станции был назначен Гецен, проработавший в этой должности до февраля 1916 года.
В 1916 году его призвали в армию. Дальнейшая судьба этого замечательного инженера неизвестна.